# Palpomyia yasumatsui
Palpomyia yasumatsui är en tvåvingeart som beskrevs av Tokunaga 1940. Palpomyia yasumatsui ingår i släktet Palpomyia och familjen svidknott. Inga underarter finns listade i Catalogue of Life.